# Verzuolo
Verzuolo – miejscowość i gmina we Włoszech, w regionie Piemont, w prowincji Cuneo.
Według danych na rok 2004 gminę zamieszkiwało 6185 osób, 237,9 os./km².